# Lantana (Floride)
Pour les articles homonymes, voir Lantana (homonymie).
Lantana est une ville du comté de Palm Beach, dans l’État de Floride, aux États-Unis. Sa population s’élevait à 10 423 habitants lors du recensement de 2010, estimée à 11 221 habitants en 2016.

## Démographie
| 1930 | 1940 | 1950 | 1960  | 1970  | 1980  |
| ---- | ---- | ---- | ----- | ----- | ----- |
| 188  | 234  | 773  | 5 021 | 7 126 | 8 048 |

| 1990  | 2000  | 2010   | - | - | - |
| ----- | ----- | ------ | - | - | - |
| 8 392 | 9 437 | 10 423 | - | - | - |